# Haknyckel

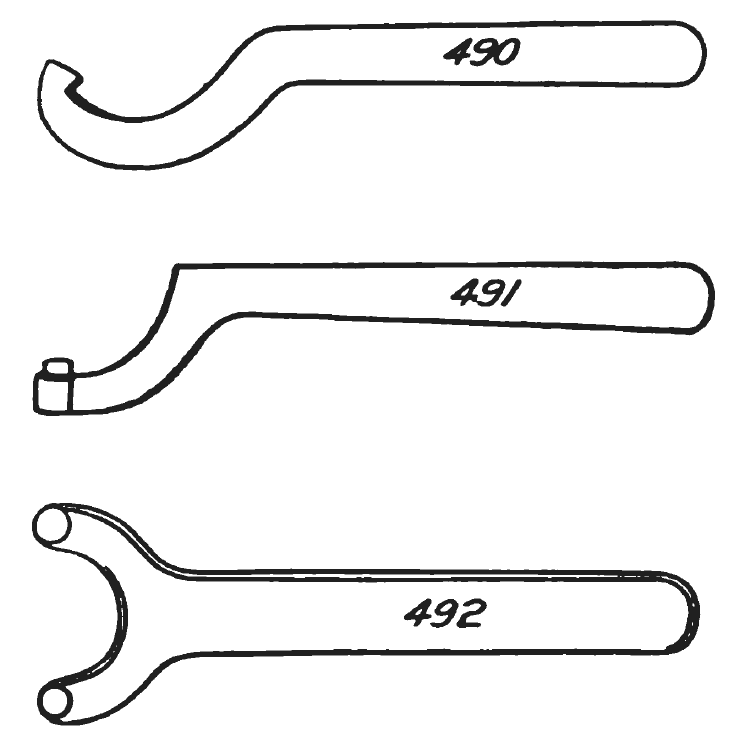
Olika typer av haknycklar

En haknyckel är verktyg för att dra åt eller lossa gängade föremål. Det finns tre olika typer av haknycklar, två av dem är formade i en båge och har antingen en hake eller rund metallklack längst ut på bågen och den tredje är u-formad och har två runda metallklackar på vardera ända. De bågformade nycklarna placeras kring ett cirkulärt föremål som antingen har en plan bearbetning för haken eller ett runt hål för metallklacken, sedan vrids haken med- eller motsols beroende på om föremålet ska skruvas åt eller lösgöras. Den u-formade haknyckeln har de två runda metallklackarna som är placerade i samma riktning som gängans axel. Föremålet har istället två hål gjorda på ett plan som är rätvinklig gentemot gängans axel, i dessa hål placeras metallklackarna för att gänga loss eller fast.